# مسرح هارولد بينتر
مسرح هارولد بينتر، المعروف بـ "المسرح الكوميدي" حتى عام 2011، هو مسرح ويست إند، افتتح في شارع بانتون في مدينة وستمنستر في 15 أكتوبر 1881، باسم المسرح الكوميدي الملكي. تم تصميمه من قبل توماس فيريتي، وتم بناؤه في ستة أشهر فقط من الحجر والطوب. بحلول عام 1884 كان يُعرف ببساطة باسم المسرح الكوميدي. في منتصف الخمسينيات من القرن الماضي خضع المسرح لعملية إعادة بناء كبيرة وأعيد افتتاحه في ديسمبر 1955، بقيت القاعة بشكل أساسي عام 1881 مع ثلاث طبقات من الشرفات على شكل حدوة حصان.